# Eva Colorni
Eva Colorni (* 7. April 1941 in Italien; † 3. Juli 1985 in London) war Professorin der Wirtschaftswissenschaften an der City of London Polytechnic (heute London Metropolitan University).

## Leben
Eva Colorni entstammt einer antifaschistisch geprägten italienisch-deutschen Familie. Sie war eine Tochter von Eugenio Colorni, der 1944 wegen antifaschistischer Betätigung ermordet wurde, und Ursula Hirschmann (1913–1991), einer Schwester von Albert O. Hirschman. 
Sie studierte an der Universität Pavia und lehrte zunächst an der Delhi School of Economics, ab den 1970ern an der City of London Polytechnic (heute Teil der London Metropolitan University). 
1973 heiratete sie den Wirtschaftswissenschaftler und Wirtschaftsphilosoph Amartya Sen, mit dem sie zwei Kinder hatte, Indrani und Kabir. Sie starb im Alter von 44 Jahren an Magenkrebs.
1985 wurde der Eva Colorni Memorial Trust eingerichtet.
1996 wurde mit Living as Equals eine Festschrift zu ihren Ehren bei Oxford University Press herausgegeben.